# Дождевые леса Мизорама-Манипура-Качина

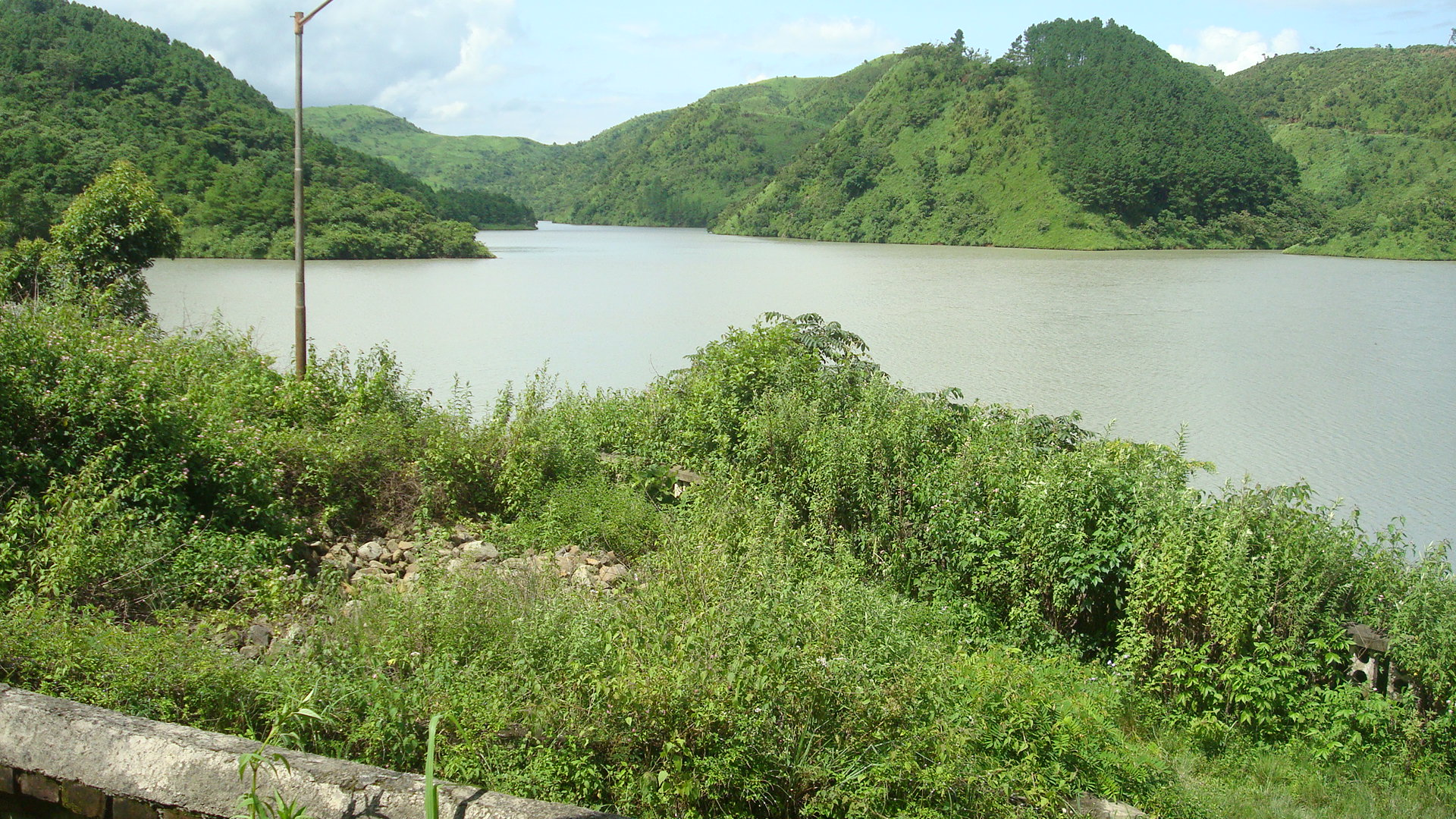

Дождевые леса Мизорама-Манипура-Качина — экологический регион влажных тропических широколиственных лесов, который расположен на нижних склонах горного района на границе между Индией, Бангладеш и Мьянмой. Экорегион занимает площадь в 135600 квадратных километров. Расположенные на пересечении биот Индийского субконтинента и Индокитая и в переходной зоне между субтропическим и тропическим регионами Азии, дождевые леса Мизорама-Манипура-Качина являются домом для обширного биоразнообразия. Всемирный фонд дикой природы присвоил экорегиону рейтинг «Глобально выдающийся» за биологическую самобытность.

## Описание
Экорегион характеризуется полувечнозелёными дождевыми лесами, которые покрывают нижние высоты Чинских гор — хребта Ракхайн в бирманском штате Ракхайн и индийском штате Манипур и в соседнем Читтагонском горном районе в Бангладеш, затем расширяясь на север вдоль гор Мизо и Нага, а на востоке пересекают бирманские округ Сикайн и штат Качин вплоть до бирманско-китайской границы.
Прибрежные дождевые леса Мьянмы (англ. Myanmar coastal rain forests) занимают прибрежные низины Бирмы на юге и юго-западе. К западу экорегион граничит с Мегхалайскими субтропическими лесами на юго-востоке Ассама и с полувечнозелёными лесами долины Брахмапутры на ассамской низменности. Дождевые леса Мизорама-Манипура-Качина простираются на высотах до 1000 метров в Чинских горах и хребте Ракхайн, а горные леса Чинских гор и хребта Ракхайн занимают часть горных районов на высотах свыше 1000 метров.
Так как экорегион вдаётся на восток, пересекая Мьянму, он граничит с влажными лиственными лесами бассейна Ирравади (англ. Irrawaddy moist deciduous forests) на юге, с высокогорными субтропическими лесами Северного Треугольника на севере и с субтропическими лесами северного Индокитая на востоке.
Сосновые леса северной Индии и Мьянмы занимают верхние высоты гор Нага вдоль границы Мьянмы с индийским штатом Нагаленд и огибают дождевые леса Мизорама-Манипура-Качина на западе, юге и востоке.

## Климат
Климат региона тропический и влажный, хотя и несколько холоднее, чем прилегающих низинных районах. Осадки поступают в основном от муссонных ветров с Бенгальского залива и часть экорегиона может получать свыше 2000 мм осадков в год.

## Флора
Преобладающими растительными сообществами являются полу-вечнозелёные дождевые леса, которые покрывают подавляющее большинство нетронутых площадей экорегиона, примерно 36 % территории. Среди других растительных сообществ наиболее крупными являются тропические влажные вечнозелёные леса (5 %), тропические влажные лиственные леса (2 %), горные влажные умеренные леса (2 %) и субтропические горные леса (1 %). 19 % площади экорегиона не заняты лесами и используются преимущественно под сельское хозяйство и выпас скота, а 34 % площади экорегиона занимают деградированные земли.
В полувечнозелёных дождевых лесах преобладают деревья семейства диптерокарповые (Dipterocarpaceae), включая диптерокарпус крылатый (Dipterocarpus alatus), диптерокарпус круговидный (Dipterocarpus turbinatus), Dipterocarpus griffithii, Парасорея звёздчатая (Parashorea stellata), хопея душистая (Hopea odorata), Shorea burmanica и Anisoptera scaphula. Среди деревьев других семейств встречаются Swintonia floribunda, Eugenia grandis, ксилия деревянистоплодная (Xylia xylocarpa), гмелина древовидная (Gmelina arborea), Bombax insignis, бомбакс капоковый (Bombax ceiba), альбиция высокая (Albizia procera) и виды рода кастанопсис (Castanopsis).

## Фауна

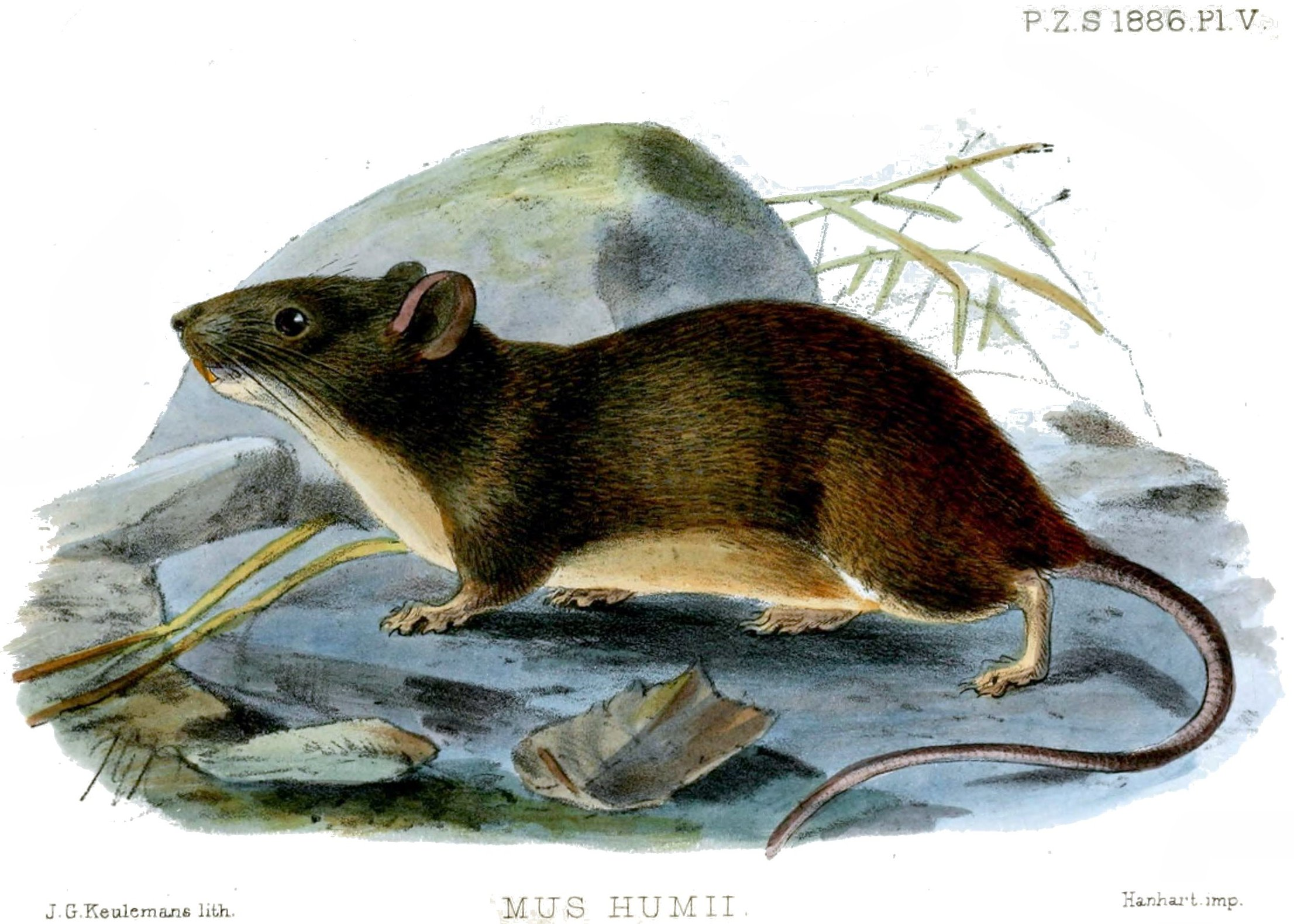

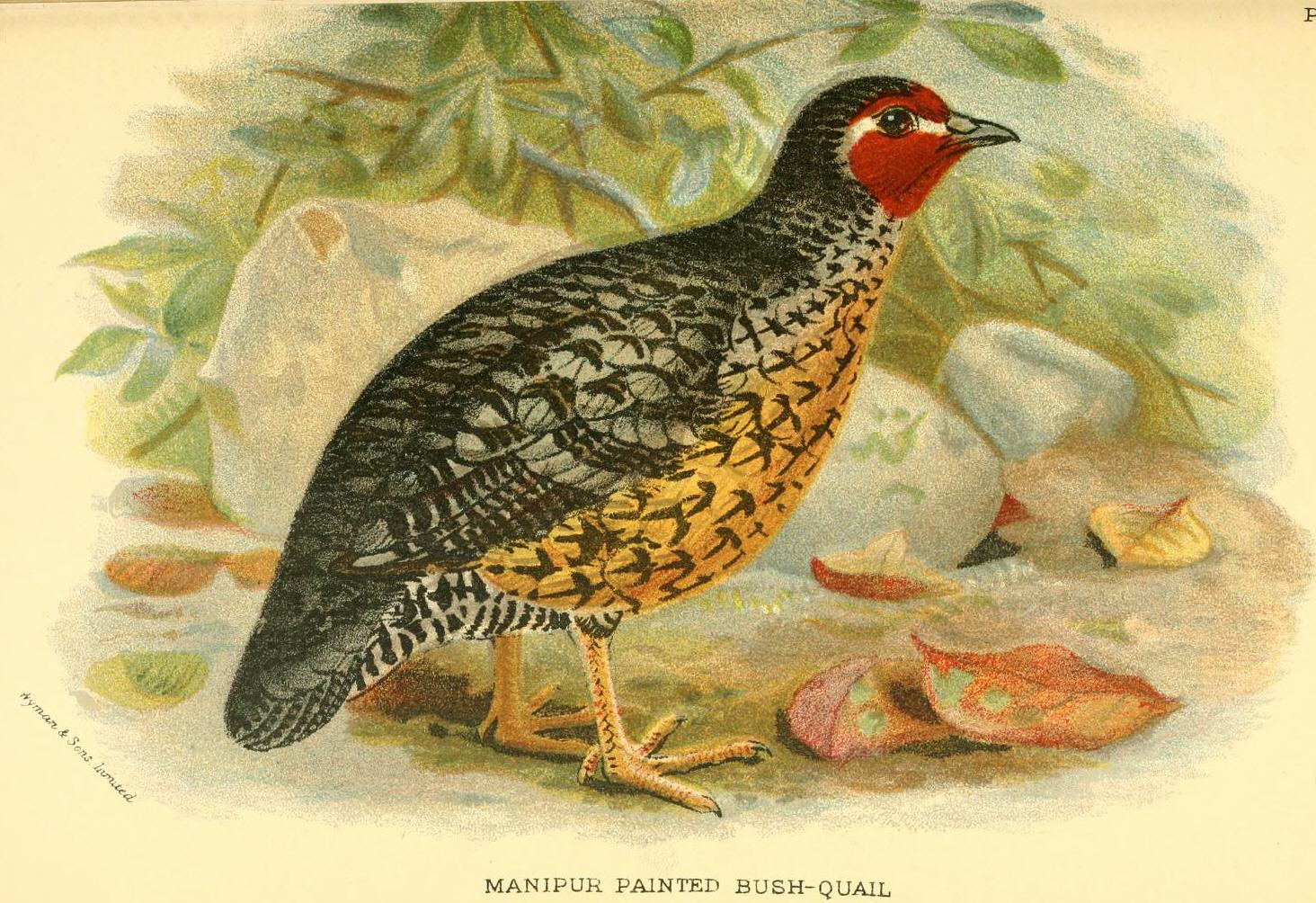

Экорегион является домом для 149 известных видов млекопитающих. В это число входят два вида, близких к эндемичным: Pipistrellus joffrei и Hadromys humei. В экорегионе также проживают несколько видов, которым угрожает исчезновение, в том числе тигр (Panthera tigris), дымчатый леопард (Neofelis nebulosa), азиатский слон (Elephas maximus), олень-лира (Cervus eldii), гаур (Bos gaurus), гималайский горал (Nemorhaedus goral), малая панда (Ailurus fulgens), гладкошёрстная выдра (Lutrogale perspicillata), большая виверра (Viverra zibetha), белополосая ласка (Mustela strigidorsa), горный резус (Macaca assamensis), медвежий макак (Macaca arctoides), свинохвостый макак (Macaca nemestrina), Semnopithecus pileatus и хулоки (Hoolock).
Экорегион служит приютом для 580 видов птиц, среди которых 6 близки к эндемичным: Perdicula manipurensis, пёстрая кустарница (Garrulax virgatus), бурошапочная тимелия  (Garrulax austeni), болотная тимелия  (Pellorneum palustre), длиннохвостый крапивниковый бабблер (Spelaeornis longicaudatus) и короткоклювая тимелия (Sphenocichla humei).